# Robert Hippolyte Chodat
Robert Hippolyte Chodat (4 de juny de 1865, Moutier – 28 d'abril de 1934) va ser un botànic suís i professor i director de l'institut botànic de la Universitat de Ginebra.
Estudià medicina a ginebra on més tard va ser lector de farmàcia. L'any 1908 va ser nomenat rector de la Universitat de Ginebra.
Chodat va ser una autoritat en la família botànica Polygalaceae. L'any 1914, amb Emil Hassler (1864-1937), recollí plantes de la Regió Oriental del Paraguai. L'any 1933 va guanyar la Linnean Medal.

## Algunes publicacions
- Monographia Polygalacearum, vol.1- 1891, vol.2- 1893
- 1898-1907 : Plantae Hasslerianae (with Emil Hassler)[2][3][4][5][6]
- Etude Critique et Experimentale sur le Polymorphisme des Algues, 1909
- La Végétation du Paraguay. Résultats Scientifiques d'une Mission Botanique Suisse au Paraguay, (with Wilhelm Vischer 1890-1960).
- La biologie des plantes: Les plantes aquatiques, 1917